# Ojoxapan
Ojoxapan är en ort i Mexiko.   Den ligger i kommunen Catemaco och delstaten Veracruz, i den sydöstra delen av landet, 400 km öster om huvudstaden Mexico City. Ojoxapan ligger 348 meter över havet och antalet invånare är 267. Den ligger vid sjön Laguna Catemaco.
Terrängen runt Ojoxapan är huvudsakligen kuperad, men västerut är den platt. Runt Ojoxapan är det ganska tätbefolkat, med 70 invånare per kvadratkilometer. Närmaste större samhälle är Catemaco, 10,1 km väster om Ojoxapan. Omgivningarna runt Ojoxapan är en mosaik av jordbruksmark och naturlig växtlighet.